# Fannia (Gattin des Titinius)
Fannia war eine an der Wende des 2. zum 1. Jahrhundert v. Chr. lebende Angehörige des römischen plebejischen Geschlechts der Fannier. Sie stammte  aus Minturnae.
Fannia  stand in dem schlechten Ruf, sittenlos zu sein. Da sie aber sehr reich war, wurde sie dennoch von Gaius Titinius geheiratet. Als ihr Gatte sie wegen ihrer Unkeuschheit wieder verstieß, suchte er sich ihre Mitgift anzueignen. Der sein sechstes Konsulat bekleidende Gaius Marius hatte im Jahr 100 v. Chr. zwischen dem zerstrittenen Ehepaar zu entscheiden und forderte Titinius auf, seiner Gattin die Mitgift zurückzuerstatten. Titinius lehnte dies ab, woraufhin Marius das Urteil verkündete, dass Fannia zwar des Ehebruchs schuldig sei, ihr Gemahl ihr aber dennoch die Mitgift herausgeben müsse, da er sich mit ihr vermählt habe, obwohl ihm ihr lasterhafter Lebenswandel nicht unbekannt gewesen sei.  Fannia musste gemäß dem Urteil des Marius nur eine geringfügige Geldstrafe bezahlen. 88 v. Chr. revanchierte sie sich, indem sie den nach Sullas Marsch auf Rom geächteten, auf der Flucht gefangenen und nach Minturnae geführten Marius in ihrem Haus liebenswürdig beherbergte.